# Vasilij Župikov
Vasilij Michajlovič Župikov (in russo Василий Михайлович Жупиков?; Astrachan', 16 gennaio 1954 – Podol'sk, 7 giugno 2015) è stato un calciatore e allenatore di calcio sovietico dal 1991 russo, di ruolo difensore.